# Cambessedesia atropurpurea
Cambessedesia atropurpurea är en tvåhjärtbladig växtart som beskrevs av Angela Borges Martins. Cambessedesia atropurpurea ingår i släktet Cambessedesia och familjen Melastomataceae. Inga underarter finns listade i Catalogue of Life.